# Elecciones generales de Paraguay de 1989
Las elecciones generales de Paraguay de 1989 se realizaron el 1 de mayo de dicho año en forma anticipada tras el golpe de Estado realizado el 2 de febrero de ese mismo año, que derrocó a la dictadura de Alfredo Stroessner, reemplazando al anciano dictador (gobernante durante más de tres décadas) por Andrés Rodríguez Pedotti, que se comprometió a iniciar una transición democrática tras más de treinta años de gobierno autoritario. Si bien no se considera históricamente a estos comicios como democráticos, lo cierto es que fueron las primeras elecciones en la historia de Paraguay en las cuales la oposición pudo hacer campaña libremente y presentar candidatos presidenciales con aspiraciones de triunfo real. El único partido opositor que permaneció proscripto y no pudo concurrir a las elecciones fue el Partido Comunista Paraguayo, que de todas formas sería legalizado más tarde ese mismo año.
El resultado, sin embargo, mantuvo la hegemonía del Partido Colorado, siendo elegido Rodríguez Pedotti con más del 76% de los votos para completar el período presidencial inconcluso de Stroessner (1988-1993), en virtud de la disposición constitucional que exigía el Presidente electo en unas elecciones adelantadas gobernaría solo hasta completar el período que quedó incompleto. La participación electoral fue del 52% en las elecciones presidenciales, y del 51% en las legislativas.
El Partido Colorado también renovó su mayoría absoluta en la Cámara de Diputados, también electa para completar el período legislativo iniciado en 1988 (aunque sería reemplazada por una Asamblea Constituyente en 1991). Las primeras elecciones bajo esta nueva constitución se celebrarían en 1993, al completar Rodríguez Pedotti su período presidencial.

## Resumen
El general Rodríguez declaró que estas fueron convocadas para cumplir con la norma constitucional que disponía que se llamase a elecciones dentro del plazo de tres meses de la disolución de un gobierno. En el caso de la transición paraguaya esta disolución tuvo lugar el 2 y 3 de febrero, dos meses antes de estas elecciones, con el golpe de Estado que derrocó a la dictadura stronista. El argumento de Rodríguez fue criticado por ser incongruente dado que la Constitución ya había sido violada por el golpe militar. La principal razón detrás de esta apresurada convocatoria a elecciones parecía ser la de necesidad de legitimar su Gobierno de facto.
La población genera anticipaba que esta elección no sería justa. De hecho, hasta el presidente de la Junta Electoral Central (JEC), Expedito Rojas, durante una reunión con la delegación de National Democratic Institute (NDI) admitió que "... el proceso electoral adolecía de varios defectos, pero añadió que el fraude no llegaría a niveles inaceptables". Dado que esta fue la primera contienda electoral libre en varias décadas, de todas maneras, un gran porcentaje de la población concurrió a las urnas.
En total, participaron ocho partidos en las elecciones, aunque como se esperaba, solamente dos fueron contendientes serios, el Partido Colorado y el Partido Liberal Radical Auténtico (PLRA). Juntos reunieron alrededor del 95% de los votos. Con una concurrencia de 1.189.657 (53.3%) de votantes, el general Rodríguez, candidato del Partido Colorado, obtuvo 882.957 (74.2%) de los votos, mientras que Domingo Laíno, del PLRA, llegó en segundo lugar con 241.823 (20.3%) votos.
En las elecciones legislativas, el Partido Colorado obtuvo el 73.9% de los votos, guarismo ligeramente inferior al obtenido por Rodríguez. De acuerdo con el sistema de representación proporcional vigente en ese entonces, los colorados obtuvieron 48 de las 72 bancas en la Cámara de Diputados y 24 de las 36 bancas del Sendo. El PLRA logró 11 bancas en el Senado y 21 posiciones en la Cámara de Diputados. El Partido Febrerista alcanzó solamente el 2% del voto una banca en el Senado y 2 bancas en la Cámara de Diputados. El Partido Liberal Radical obtuvo 1 banca en la Cámara de Diputados. El Partido Demócrata Cristiano, el Partido Humanista, el Partido Liberal Radical Unificado y el Partido Liberal no obtuvieron suficientes votos para tener representación en el Parlamento.
La elección fue caracterizada por la prensa nacional, así como por la internacional, de "libre, pero no justa". La crítica principal se centró en los padrones electorales, que fueron básicamente los mismos que aquellos compilados en tiempos de Stroessner. Estaban muy desactualizados y claramente inflados - 2.226.061 votantes empadronados - con miembros del Partido Colorado. Por ejemplo, en áreas urbanas importantes como Coronel Oviedo y Pedro Juan Caballero, el 88% y el 94% del total de la población respectivamente, eran votantes empadronados. Además, los padrones fueron puestos a disposición de los partidos de oposición solamente poco antes del día de las elecciones, así que fue virtualmente imposible controlar e impugnarlos.
En términos de irregularidades específicas, de acuerdo a informes hechos por grupos de observadores neutrales como NDI, Freedom House y LASA, hubo instancias sistemáticas y generalizadas de abusos y fraudes. Estos comprendían: la emisión de duplicados de inscripción de votantes el día de las elecciones, a votantes colorados no inscriptos; la falta de intimidad en los cuartos oscuros (e.g., en el campo, la policía, soldados y/o funcionarios del Partido Colorado abiertamente entregaban papeletas de votación coloradas a los votantes); votación múltiple por parte de los colorados; y la alteración de los padrones para eliminar los nombres de muchos partidarios de la oposición.
Por último, la utilización masiva de los recursos del Estado comprometieron aún más la equidad del proceso electoral (e.g., fueron utilizados vehículos del Gobierno y camiones de las Fuerzas Armadas para transportar a electores colorados a los lugares de votación). Los empleados públicos fueron obligados a hacer campaña a favor del candidato oficial durante horas regulares de trabajo.
Después de décadas de elecciones fraudulentas, los colorados eran bastante hábiles en el manejo de trucos que podían utilizar para ampliar su margen de victoria. Así, en el interior del país, ellos engraparon las papeletas parlamentarias con las presidenciales en una clara jugada para aprovecharse de la buena voluntad del electorado hacia el general Rodríguez. Esta práctica ayuda a explicar el alto volumen de votos que obtuvieron los candidatos a legisladores colorados; alrededor de un 20 puntos porcentuales superior a los que las agencias de encuestas habían predicho; un porcentaje muy alto para un partido que por varias décadas había servido de brazo civil del aparato represivo de la dictadura.
Se debe mencionar, sin embargo, que aún sin estas irregularidades, el general Rodríguez hubiese podido ganar fácilmente; varias agencias de encuestas independientes la dieron alrededor del 70% de los votos. Además, hizo una campaña muy profesional y disfrutaba de una gran popularidad por haber encabezado el golpe que terminó con el régimen de Stroessner.
A pesar del hecho de que los colorados una vez más tenían una mayoría abrumadora en el cuerpo legislativo, no pudieron convertirse en el "partido unido en el gobierno" que fervientemente buscaban los líderes militares de más antigüedad. En consecuencia, después de las elecciones del 1 de mayo de 1989, el general Rodríguez y oficiales militares de alto rango continuaron controlando el proceso de liberalización desde arriba. Bajo la tutela de los mismos, a los militantes se les privó temporalmente de exteriorizar su voz en el Partido Colorado; el Ejecutivo elaboró una nueva ley electoral que fue aprobada por el Parlamento; y la Junta Electoral Central, aún bajo control del partido oficialista, empezó a compilar un nuevo padrón.

## Resultados

### Elecciones presidenciales
| Candidato                          | Partido                                            | Votos     | %     |
| ---------------------------------- | -------------------------------------------------- | --------- | ----- |
| Andrés Rodríguez Pedotti           | Asociación Nacional Republicana - Partido Colorado | 882.957   | 76.59 |
| Domingo Iabelino Laíno Figueredo   | Partido Liberal Radical Auténtico                  | 241.829   | 20.98 |
| Fernando Vera Sánchez              | Partido Revolucionario Febrerista                  | 11.007    | 0.95  |
| Secundino Núñez Medina             | Democracia Cristiana                               | 8.032     | 0.70  |
| Carlos Ferreira Ibarra             | Partido Liberal                                    | 4.423     | 0.38  |
| Blas Manuel Mangabeira             | Partido Liberal Radical                            | 3.545     | 0.31  |
| Carlos Gustavo Callizo Parini      | Partido Humanista Paraguayo                        | 1.058     | 0.09  |
| Votos en blanco/anulados           | Votos en blanco/anulados                           | 11.197    | –     |
| Total                              | Total                                              | 1.164.048 | 100   |
| Votantes registrados/participación | Votantes registrados/participación                 | 2.226.061 | 52.29 |
| Fuente: Justicia Electoral         |                                                    |           |       |

### Elecciones a la Cámara de Diputados
| Partido                                            | Votos     | %    | Diputados | +/-   |
| -------------------------------------------------- | --------- | ---- | --------- | ----- |
| Asociación Nacional Republicana - Partido Colorado | 845.820   | 74.5 | 48        | +8    |
| Partido Liberal Radical Auténtico                  | 229.329   | 20.2 | 21        | Nuevo |
| Partido Revolucionario Febrerista                  | 23.815    | 2.1  | 2         | Nuevo |
| Partido Liberal Radical                            | 15.083    | 1.3  | 1         | -12   |
| Democracia Cristiana                               | 11.674    | 1.0  | 0         | Nuevo |
| Partido Liberal                                    | 5.544     | 0.5  | 0         | -7    |
| Partido Liberal Radical Unificado                  | 3.476     | 0.3  | 0         | Nuevo |
| Partido Humanista Paraguayo                        | 1.069     | 0.1  | 0         | Nuevo |
| Votos en blanco/anulados                           | 21.971    | –    | –         | –     |
| Total                                              | 1.157.781 | 100  | 72        | +12   |
| Fuente: Nohlen                                     |           |      |           |       |